# Пеструшка таволговая
Пеструшка таволговая, или Пеструшка ручейная (лат. Neptis rivularis) — дневная бабочка из семейства нимфалид.

## Внешность

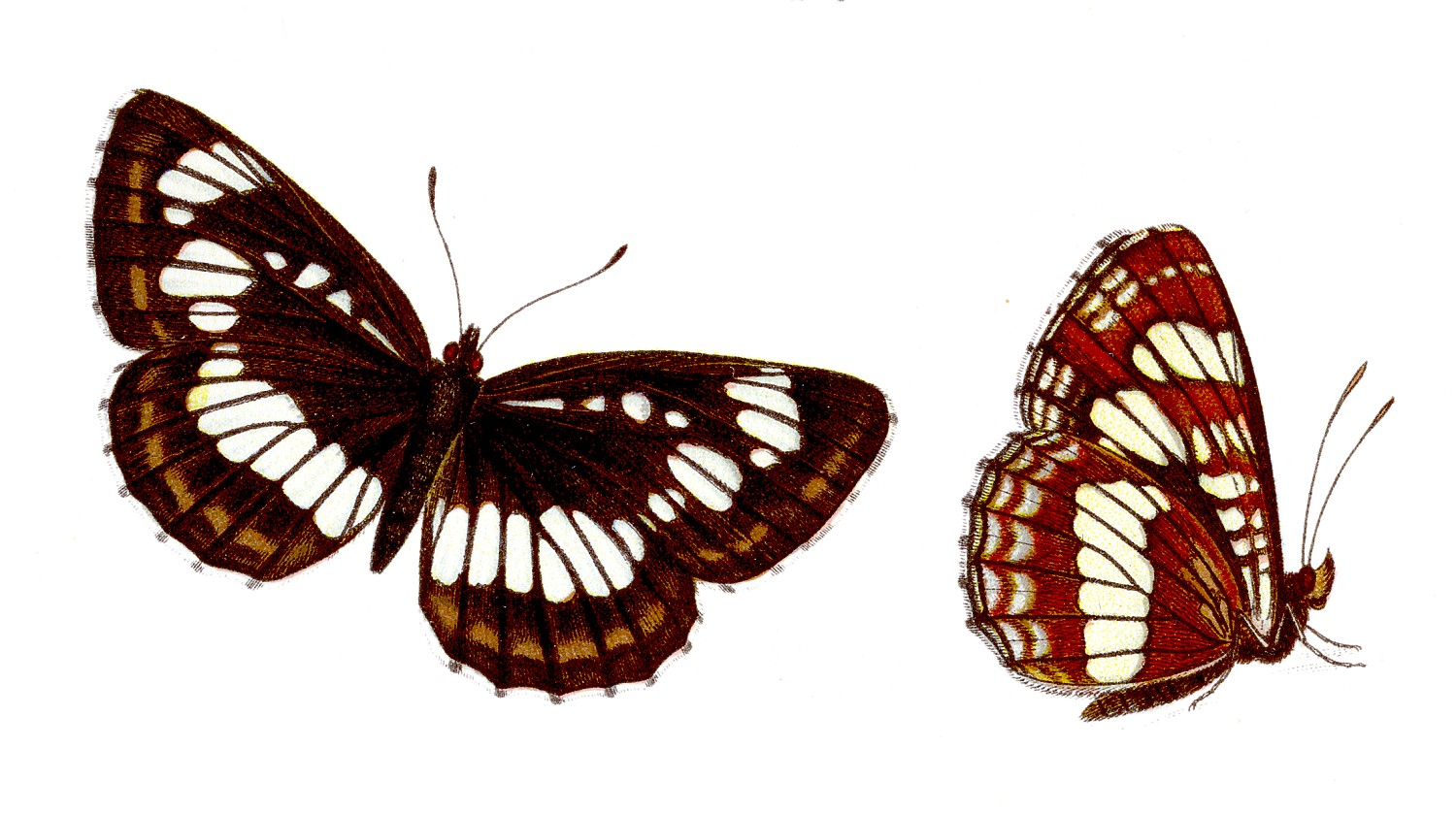
Пеструшка таволговая — Neptis rivularis. Иллюстрация из «Das kleine Schmetterlingsbuch: Die Tagfalter, Insel-Bücherei», № 213

Длина переднего крыла имаго — 18—29 мм. Верх крыльев от тёмно-коричневого до чёрного, со множеством крупных и более мелких белых пятен. Испод коричневый, с белыми пятнами. Самки крупнее самцов и несут на крыльях более широкие белые перевязи.

## Распространение
Евразия, Южная Франция, Швейцария, Северная Италия, Австрия, север Балканского полуострова, Юго-Восточная Польша, Чехия, Словакия, Восточная Европа, Южная Сибирь, Монголия, Северный Китай, Корея и Япония.

## Образ жизни

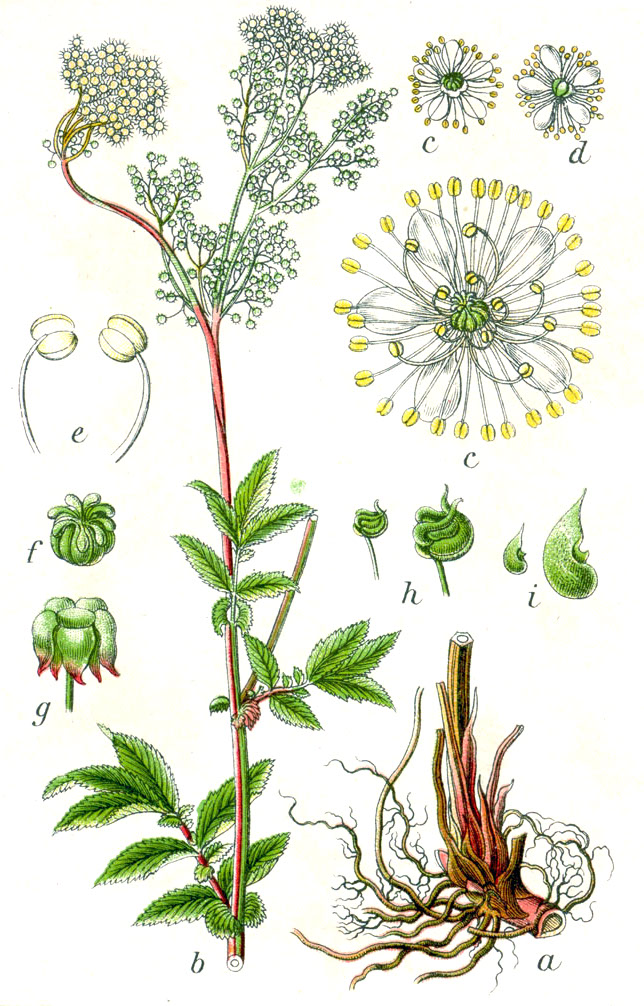
Таволга вязолистная — Filipendula ulmaria. Ботаническая иллюстрация Якоба Штурма из книги «Deutschlands Flora in Abbildungen», 1796

### Местообитания
Долины рек и ручьев, заросли кустарников, опушки и поляны среди разреженных лиственных лесов. В горы поднимается до высоты 1300—1500 м над уровнем моря.

### Время лёта
В зависимости от сезона и широты развивается в одном или в двух поколениях. Первое поколение появляется в конце мая и летает до начала июля. Второе поколение летает в конце июля и в августе. Самцы проявляют территориальное поведение, охраняя выбранный участок от других самцов. Бабочки редко посещают цветы, в основном встречаются на влажной земле у ручьёв или экскрементах. Молодые гусеницы, потомки второго поколения, для зимовки сооружают из листьев кокон, и окукливаются в начале мая.

### Кормовые растения гусениц
Лабазник (таволга) — Filipendula sp. (Mill.), в особенности таволга вязолистная — Filipendula ulmaria (Maxim.), жимолость — Lonicera sp. (L.), волжанка обыкновенная — Aruncus dioicus (Fernald), спирея — Spiraea sp. (Mill.), в особенности спирея дубравколистная — Spiraea chamaedryfolia и спирея иволистная — Spiraea salicifolia.

## Подобные виды в Европе
- Пеструшка темнокрылая (Neptis sappho (Pallas, 1771))
- Ленточник камилла (Limenitis camilla (Linnaeus, 1764))
- Ленточник голубоватый (Limenitis reducta (Staudinger, 1901))

## Замечания по охране
Включён в Красную книгу Польши в 2001 году, охраняется в Словакии.